# 압생트 (드가)
《압생트》(프랑스어: L'Absinthe)는 프랑스의 화가 에드가 드가가 1875년과 1876년 사이에 그린 그림이다. 원래 초기 제목은 《카페에서》(프랑스어: Dans un Café)였다. 《압생트 한 잔》(영어: Glass of Absinthe) 또는 《압생트 마시는 사람》(영어: The Absinthe Drinker)이라는 제목으로도 불린다.
다른 초기 제목으로는 《프렌치 카페 스케치》(영어: A sketch of a French Café)와 《카페의 인물들》(영어: Figures at Café)이 있다. 1893년 런던에서 전시되면서 제목이 현재 가장 많이 알려진 《압생트》로 바뀌었다. 현재 이 작품은 파리의 오르세 미술관에 소장되어 있다.

## 설명

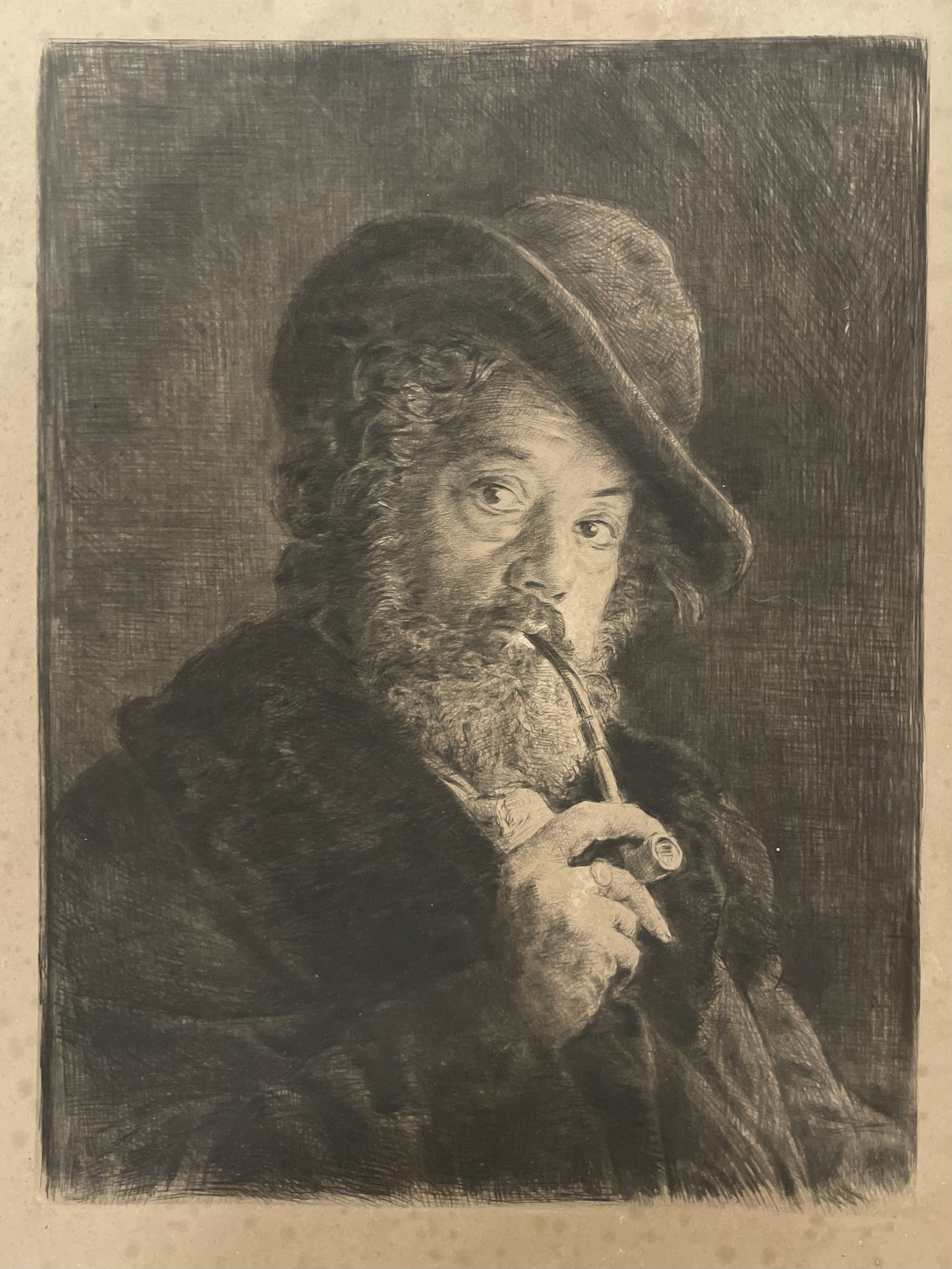
드가의 친구이자 《압생트》 속 모델인 마르슬랭 데부탱의 자화상, 1877년

1875년~1876년에 그려진 이 작품은 나란히 앉아 압생트 한 잔을 마시고 있는 한 여성과 남성을 묘사하고 있다. 그들은 무기력하고 외로워 보인다. 우측의 모자를 쓴 남자는 파이프 담배를 피우며 오른쪽을 바라보고 있는 반면, 세련된 드레스와 모자로 좀 더 격식을 갖춘 차림을 한 여자는 공허하게 아래를 내려다보고 있다. 그녀 앞 테이블 위에는 압생트가 가득 담긴 유리잔이 놓여 있다. 작품 속 두 인물의 모델은 에두아르 마네의 그림 《페르 라튀유에서》와 《자두 브랜디》에도 등장한 여배우 엘런 앙드레와 화가이자 에칭가인 마르슬랭 데부탱이다. 그러나 이 작품을 본 엘런 앙드레는 작품 속 왜곡된 자신의 얼굴에 불쾌감을 드러내며 자신과 데부탱이 바보처럼 보인다고 했다. 또한 데부탱은 압생트와 같은 도수가 높은 술을 좋아하지 않는다고 했다. 작품 속 그들이 앉아 있는 카페는 파리에 위치한 카페 드 라 누벨 아테네이다.

## 반응
1876년 이 그림이 처음 공개 되었을 때 비평가들은 이 작품을 추악하고 역겹다고 혹평했다. 이 작품은 1876년 제2회 인상파 전시회에서 처음 선보였지만 1892년 경매에 나올 때까지는 다시는 볼 수 없었으며, 그때 또다시 조롱을 받았다. 이 그림은 1893년 영국 런던의 그래프턴 갤러리에서 다시 전시되었으며, 이번에는 《압생트》(L'Absinthe)라는 제목이 붙었는데, 이로 인해 더욱 큰 논란이 일어났다. 그림 속에 표현된 사람들과 압생트는 영국 비평가들에 의해 망측하고 상스러운 것으로 여겨졌다. 윌리엄 블레이크 리치먼드 경과 월터 크레인과 같은 빅토리아 시대의 많은 사람들이 런던에서 이 그림을 보고 이 그림을 도덕성에 대한 타격으로 여겼다. 이러한 반응은 당시의 전형적인 반응이었으며, 이는 빅토리아 시대의 영국이 바르비종파의 초기부터 프랑스의 예술을 바라보는 깊은 의심과 예술 작품에서 도덕적으로 고양되는 교훈을 찾고자 하는 욕구였다. 많은 영국 비평가들은 이 그림을 압생트와 프랑스인들에 대한 경고의 교훈으로 보았다. 아일랜드의 소설가이자 예술 비평가인 조지 무어는 작품 속 여성에 대해 "정말 창녀다!"라고 말했으며 "이 이야기는 즐거운 이야기는 아니지만 교훈이 된다."라고 덧붙였다. 그러나 무어는 그의 1893년 책 《현대 회화》(Modern Painting)에서 "이 그림은 단지 예술 작품일 뿐이며 술이나 사회학과는 아무런 상관이 없다"고 주장하며 이 작품에 도덕적 교훈을 부여한 것을 유감스럽게 여겼다. 영국인들의 이러한 비판적인 시각에도 불구하고 이 그림은 원래 영국인이 소유하고 있었다. 1876년 브라이턴의 수집가 헨리 힐 대위가 런던의 딜러 찰스 데샹의 갤러리에서 이 그림을 구입했다. 그의 죽음 이후, 1892년 2월 런던 경매에서 스코틀랜드의 딜러 알렉산더 레이드(Alexander Reid)는 그의 고객인 아서 케이(Arthur Kay)를 위해 이 그림을 구매했다. 그러나 아서 케이는 이 그림에 대해 모호한 태도를 보였고 1893년 4월에 파리의 한 딜러에게 팔았다.

## 영향
파블로 피카소는 그의 청색 시대가 시작된 1901년에 드가에 대한 경의를 표하기 위해 청색 시대의 대표작으로 여겨지는 《압생트를 마시는 사람》(La Buveuse d'absinthe)을 그렸다.

## 참고 문헌
- Conrad III, Barnaby (1988). 《Absinthe: History in a Bottle》. Chronicle books. 43–50쪽. ISBN 0811816508.
- Baker, Phil (2001). 《The Book of Absinthe: A Cultural History》. Grove Press books. 121–124쪽. ISBN 0802139930.